# Клименко Станіслав Степанович
Клименко Станіслав Степанович (31 березня 1954, село Іванівка Ставищенського району Київської області — 22 лютого 2008, Київ, похований 26 лютого в Іванівці) — український кінорежисер. Заслужений діяч мистецтв України (2003). Втілив масштабний проєкт — 12-серійний телесеріал «Тарас Шевченко. Заповіт» (1992-1997), вперше на екрані відтворивши життя Тараса Шевченка без фальсифікацій та купюр. Одним із перших створив кінообраз письменника Пантелеймона Куліша (художній фільм «Братство», 2005; актор В'ячеслав Довженко).

## Біографія
Народився в сім'ї сільських лікаря та вчительки. Закінчив кінофакультет Київського державного інституту театрального мистецтва ім. І. Карпенка-Карого (1976, майстерня Т. Левчука). Дебютував кінострічкою «Venceremos» (1975, приз ЦК ВЛКМС «За краще втілення молодіжної теми» на фестивалі «Молодість-75»). З 1977 року працював на Київській кіностудії ім. О. П. Довженка. Творчість позначена інтересом до історичного минулого України, вітчизняної культури, її діячів. Особливе місце у спадщині митця займають цикл стрічок про Тараса Шевченка, екранізації творів Григорія Тютюнника та Гната Хоткевича. У кінокартинах грали ролі Богдан Бенюк, Іван Гаврилюк, Ярослав Гаврилюк, Михайло Голубович, Тарас Денисенко, Йосип Найдук, Дмитро Наливайчук, Федір Стригун, Богдан Ступка, Наталія Сумська, Анатолій Хостікоєв.
Член Національної спілки кінематографістів України (1983).

## Творчість

### Фільмографія
- «Весь світ в очах твоїх…» (1977, з Іваном Симоненком)
- «Дударики» (1980)
- «Колесо історії» (1981)
- «Вир» (1983)
- «Женихи» (1985)
- «Камінна душа» (1988)
- «Кому вгору, кому вниз» (1991)
- «Тарас Шевченко. Заповіт» (1992-1997, т/серіал, співавтор сценарію з Іваном Дзюбою, Павлом Мовчаном та Борисом Олійником)
- «Поет і княжна» (1999)
- «Братство» (2005).

Зняв кінофільм «Следователь на север может... Доля Гната Хоткевича» (1990) про українського письменника, актора, режисера Гната Хоткевича, загиблого в роки сталінських репресій.
Нереалізованим лишився сценарій за кіноповістю Олександра Довженка «Україна в огні» (опубліковано в журналі «Дніпро», 2007, № 11-12).

Художній фільм про взаємини Тараса Шевченка та княгині Варвари Рєпніної продюсувала агенція «Зелений пес» братів Капранових.
«На нас вийшов режисер Станіслав Клименко з безумною ідеєю. Справа в тому, що він довго працював над багатосерійним документальним фільмом про Тараса Шевченка. І в цьому фільмі була велика частина костюмованих зйомок: Шевченка грав Тарас Денисенко, з яким нам пізніше пощастило особисто перетнутися на знімальному майданчику у Валентина Васяновича, а Галина Стефанова грала княжну Рєпніну. Стас вважав, що знятого матеріалу цілком вистачить на повнометражний художній фільм, якщо його перемонтувати, переозвучити та загорнути у єдиний сюжет.
Так ми взялися вигадувати сюжет за вже знятим матеріалом і башляти процес перетворення всього цього на кіно. В результаті вийшов фільм «Поет і княжна», і єдиним проколом, який видавав «ліве» його походження виявилася троянда в руках Рєпніної, яку вона отримує на початку фільму, а в останніх сценах знову тримає її в руках. Якщо не звертати увагу на троянду, фільм вийшов цілком прийнятним.

Прем’єра відбулася на Інтері, який допомагав нам технічно, тому у продюсери довелося записати тодішнього директора Зінченка. Зате фільм багато років по тому показували по всіх можливих телеканалах на 9-10 березня».

## Вшанування
Центральну вулицю села Іванівка 11 червня 2008 року названо на честь сім'ї Клименків.
2 квітня 2024 року в Будинку кіно відбувся вечір пам'яті Станіслава Клименка (до 70-ї річниці від його народження).

## Нагороди
- Головний приз фестивалю, приз глядацьких симпатій фільму «Весь світ в очах твоїх» (1977 р.) — на Республіканському кінофестивалі у Кременчуці, 1978 р.[2]
- Дипломи Станіславу Клименку та Івану Симоненку за режисерський дебют у фільмі «Весь світ в очах твоїх» (1977 р.) — на кінофестивалі «Молодість — 78».[2]
- Головний приз фільму «Вир» — на Республіканському фестивалі у Жданові, 1983 р.[3]
- Премії ім. М.Островського 1984 р. удостоєно режисера Станіслава Клименка за роботу над фільмами «Весь світ в очах твоїх», «Дударики» і «Вир».[3]